# Raúl Silva Castro
Raúl Silva Castro   (Santiago de Xile, 8 de desembre de 1903 - Santiago de Xile, 12 de juny de 1970) va ser un periodista, professor, crític literari i escriptor xilè. Va ser director de la revista Atenea de la Universitat de Concepción, membre de l'Acadèmia Xilena de la Història i de l'Acadèmia Xilena de la Llengua, acadèmic de les universitats de Xile i Concepción al seu país, a més de l'UCLA Berkeley, entre d'altres a l'estranger.

## Biografia
Va estudiar als instituts d'Humanitats i al Nacional. El 1932 es va titular com a professor de literatura a la Universitat de Xile. Va treballar per al Ministeri d'Educació a la Direcció General de Primària i per a la Biblioteca Nacional de Xile el 1927. Va ensenyar literatura hispanoamericana a la seva alma mater i a la Universitat de Califòrnia, Estats Units d'Amèrica.
Va participar el 1920 a la fundació de la revista Claridad de la FECH (Federació d'Estudiants de la Universitat de Xile), i va dirigir la Revista Atenea de la Universitat de Concepción. En 1924 va ser contractat pel diari El Mercurio i va treballar també per a Las Últimas Noticias. Va ser membre de les acadèmies xilenes de la Història i de la Llengua, així com assessor en el projecte de Diccionari de Literatura Xilena de l'OEA.
El 3 de febrer de 1943 va ser el membre fundador de l'Associació Folclòrica Xilena (actualment Societat de Folclor Xilè) ajunt amb Aureliano Oyarzún Navarro, Ismael Edwards Matte, Domingo Santa Cruz, Oreste Plath, Ricardo Donoso, Raúl Silva Castro, Benedicto Chuaqui, Andrés Sabella, Carlos Lavín, Oscar Cortés, Humberto Grez, Leopoldo Pizarro, Vicente Reyes Covarrubias, Víctor Castro, Gualterio Looser, Luis Gómez Catalán, Alberto Ried, Remigio Acevedo, Carlota Andrée, María Luisa Sepúlveda, Camila Bari de Zañartu, Emilia Garnham, Carlos S. Reed, Sady Zañartu, Juana Risi de Maldini, María Bichón. Es van considerar socis tots els que van assistir a la primera reunió.
Va morir a Santiago de Xile el 12 de juny de 1970.

## Premis
- Universitat de Xile, pel seu llibre Alberto Blest Gana el 1964, compartit amb Hernán Díaz Arrieta.
- Acadèmia Xilena de la Llengua.
- Associació Nacional de la Premsa.

## Obres
- Retratos literarios. 1932
- Cuentista chilenos del siglo xix. 1934
- Estudio sobre Gabriela Mistral. 1935
- Los cuentistas chilenos. 1937
- Antología de poetas chilenos durabte el siglo xix. 1937
- Alberto Blest Gana. 1941 (Premiat en 1964)
- Anuario de la prensa chilena. 1952
- Fundación del Instituto Nacional. 1953
- Cartas chilenas. 1954
- Antología general de la poesía chilena. 1959
- Vicente Huidobro y el Crecionismo. 1960
- Historia crítica se la novela chilena. 1960
- El modernismo y otros ensayos. 1965